# Nathalie Lind
Bertha Frederikke Nathalie Lind (* 1. Oktober 1918 in Kopenhagen, Dänemark; † 11. Januar 1999 ebd.) war eine dänische Juristin und Politikerin, die verschiedene Ministerämter innehatte.

## Biografie
Lind wurde am 1. Oktober 1918 in Kopenhagen geboren. Ihr Vater war Fischhändler und starb, als sie zwei Jahre alt war. Ihre Mutter führte den Betrieb in Hillerød bis zu ihrem Tod 1942, dann übernahm Nathalie Lind das Fischgeschäft bis 1954. 1943 heiratete sie den Anwalt Knud Desiré Tfelt-Hansen, der 1962 starb; mit ihm hatte sie zwei Kinder. 1968 heiratete sie den Regisseur Niels Erik Langsted.
1936 begann Nathalie Lind ihr Studium der Rechtswissenschaften an der Universität Kopenhagen; sie erwarb ihren Abschluss 1943. Sie bewarb sich beim Handelsministerium, wurde jedoch als Frau abgelehnt. 1943–44 war sie Sekretärin bei Mødrehjælpen, einer privaten humanitären Hilfsorganisation. Ab 1945 arbeiteten sie und ihr Ehemann bei der Polizei in Aalborg. Von 1948 an war sie in Aalborg als Rechtsanwältin tätig. Von 1955 bis 1963 betrieb sie eine Kanzlei in Virum.
Lind engagierte sich früh in der Frauenpolitik und war von 1966 bis 1968 Vorsitzende von Dansk Kvindesamfund (deutsch Dänische Frauengesellschaft). Sie trat der Liberalen Partei Venstre bei und wurde 1964 als Abgeordnete ins Parlament (Folketing) gewählt. Nachdem sie 1966 nicht wiedergewählt worden war, zog sie 1968 erneut ins Parlament ein, wo sie bis 1981 blieb.
Von 1968 bis 1971 war sie Sozialministerin im Kabinett von Hilmar Baunsgaard. Von 1973 bis 1975 war sie sowohl Justiz- als auch Kulturministerin im Kabinett von Poul Hartling. Von 1978 bis 1979 war sie Justizministerin im Kabinett von Anker Jørgensen. Als Justizministerin setzte sie 1973–74 die Anschnallpflicht in Fahrzeugen durch, was zu einer Debatte über den Eingriff in die persönliche Freiheit führte. Von 1978 bis 1979 war sie Vorsitzende des Rechtsausschusses des Nordischen Rates und Mitglied des Radiorates.
1969 erhielt Lind den Dannebrogorden, 1975 wurde sie Kommandeurin 1. Klasse. Nathalie Lind starb am 11. Januar 1999 im Alter von 80 Jahren.